# Triphysa tircis
Triphysa tircis är en fjärilsart som beskrevs av Pieter Cramer 1782. Triphysa tircis ingår i släktet Triphysa och familjen praktfjärilar. Inga underarter finns listade i Catalogue of Life.